# Ranchette Estates
Ranchette Estates és una concentració de població designada pel cens dels Estats Units a l'estat de Texas. Segons el cens del 2000 tenia 133 habitants.

## Demografia
Segons el cens del 2000, Ranchette Estates tenia 133 habitants, 32 habitatges, i 28 famílies. La densitat de població era de 84,2 habitants/km².
Dels 32 habitatges en un 71,9% hi vivien nens de menys de 18 anys, en un 68,8% hi vivien parelles casades, en un 15,6% dones solteres, i en un 12,5% no eren unitats familiars. En el 12,5% dels habitatges hi vivien persones soles el 6,3% de les quals corresponia a persones de 65 anys o més que vivien soles. El nombre mitjà de persones vivint en cada habitatge era de 4,16 i el nombre mitjà de persones que vivien en cada família era de 4,54.
Per edats la població es repartia de la següent manera: un 45,1% tenia menys de 18 anys, un 12% entre 18 i 24, un 27,8% entre 25 i 44, un 11,3% de 45 a 60 i un 3,8% 65 anys o més.
L'edat mediana era de 20 anys. Per cada 100 dones de 18 o més anys hi havia 87,2 homes.
La renda mediana per habitatge era de 25.250 $ i la renda mediana per família de 25.250 $. Els homes tenien una renda mediana de 26.250 $ mentre que les dones 6.250 $. La renda per capita de la població era de 4.605 $. Aproximadament el 48,4% de les famílies i el 51,4% de la població estaven per davall del llindar de pobresa.

## Poblacions més properes
El següent diagrama mostra les poblacions més properes.